# Lucas Nunatak
Lucas Nunatak är en nunatak i Antarktis. Den ligger i Östantarktis. Australien gör anspråk på området. Toppen på Lucas Nunatak är 944 meter över havet.
Terrängen runt Lucas Nunatak är huvudsakligen platt, men söderut är den kuperad. Trakten är obefolkad. Det finns inga samhällen i närheten. 